# Lingchi

De Franse missionaris Joseph Marchand wordt geëxecuteerd door middel van lingchi

Lingchi (Chinees 凌遲) of dood door duizend sneden, in het Engels Death by a thousand cuts is een terechtstelling door marteling, wettelijk in gebruik in het oude China sedert het begin van de 10e eeuw, en in 1905 officieel afgeschaft.

## Uitvoering
Bij lingchi werd de veroordeelde vastgebonden aan een paal of hekwerk, en ter dood gebracht door het veelvuldig, maar langzaam afsnijden van stukken weefsel en ledematen, tot de dood intrad. Deze foltering kon zelfs een hele dag duren.
Lingchi werd enkel uitgesproken voor zware misdaden zoals opstand tegen de keizer, vadermoord, of het verspreiden van een “perverse” godsdienst. Deze doodstraf was ingrijpend op drie niveaus, door de publieke vernedering, de langzame en gruwelijke dood, en de gevolgen in het hiernamaals, met name omdat het lichaam niet meer heel was.

## Historische berichten
In het begin van de 20e eeuw doken de eerste verslagen over deze gruwelijke  terechtstellingen in Europa op, door illustraties van onder meer Jean-Jacques Matignon, Ferdinand Joseph Harfeld, Louis Carpeaux en arts-psycholoog Georges Dumas.
Deze illustraties maakten een diepgaande indruk op Georges Bataille, die in zijn essay L'Expérience intérieure (1943) zelfs spreekt over een paradoxale extase op het gelaat van de veroordeelde.

## Populaire cultuur en metafoor
Verhalen en illustraties over lingchi vormden ook een rijke inspiratiebron in de literatuur, film en TV, en muziek.
Als metafoor wordt lingchi, vaak in de Engelse vertaling Death by a thousand cuts, ook als metafoor gebruikt voor fatale processen die zich stapsgewijs, bijna onmerkbaar voltrekken. Bijvoorbeeld bij financieel beleid.